# Calçada da Glória
Die Calçada da Glória ist eine Straße im Zentrum der portugiesischen Hauptstadt Lissabon. Sie führt auf einer Länge von 265 Metern von der Praça dos Restauradores in der Baixa steil hinauf zum Jardim de São Pedro de Alcântara im Bairro Alto. Die Steigung beträgt 17 Grad.
Der Straßenname ist bereits aus der Zeit vor dem Erdbeben von 1755 belegt. Er leitet sich von der im Jahr 1574 durch Fernão Pais in der angrenzenden Rua da Glória gegründeten Ermida de Nossa Senhora da Glória ab. Um 1626 ließen sich hier irische Mönche nieder.
Zur Bewältigung der starken Steigung wurde durch den Ingenieur Raoul Mesnier der Ascensor da Glória errichtet, der am 24. Oktober 1885 in Betrieb ging.
Die Straße ist Schauplatz des Radrennens Subida à Glória.